# Lew Wyld
Lewis Arthur "Lew" Wyld (15 de julho de 1905 — 1974) foi um ciclista britânico que conquistou uma medalha de bronze nos Jogos Olímpicos de 1928.